# 殷學
殷學（1501年—1560年），字成甫，號虚川，山東兖州府東平州東阿縣人，明朝政治人物。

## 生平
嘉靖七年（1528年）戊子科山東鄉試第三十六名舉人，嘉靖十一年（1532年）壬辰科会试第三十二名，第三甲第五十三名進士。户部觀政，授合肥知县，十五年五月選授南京廣西道試監察御史，十九年改山西道御史，监順天府鄉試，二十年巡按山西，二十二年十月降湖廣按察司知事，歷陞臨淮知縣、南京戶部主事、南京刑部郎中，陝西僉事，河南提學副使，復除河南大名兵备副使，二十九年八月調山西涿州兵备副使，三十一年調陕西副使，陞河南參政，浙江按察使，山西右布政使，陝西左布政使，嘉靖三十六年（1557年）三月升巡撫陝西右副都御史。三十八年四月升南京兵部右侍郎，七月改任兵部右侍郎、协理京营戎政，以未依附嚴嵩，三十九年五月吏科都给事中梁梦龙弹劾其托病数月，被革職为民。

## 家族
曾祖殷貴，祖殷清，父殷祐，母周氏。兄儒，弟舉。子晉錫；晉接。

## 墓葬
墓在东阿县鱼山镇后殷村西南。